# Paramount Pictures
Paramount Pictures Corporation  (vanligen benämnt som Paramount Pictures, bara som Paramount, eller under branschmetonymen Par) är ett amerikanskt filmbolag, som bedriver produktion, distribution samt tillhandahåller ateljéer. Paramount Pictures är, efter Universal Pictures, det näst äldsta filmbolaget i USA med kontinuerlig verksamhet och den enda av de "fem stora" som har sina ateljéer i stadsdelen Hollywood och innanför Los Angeles stadsgräns.
Paramount Pictures är medlem i Motion Picture Association. Företaget ägdes av Gulf and Western mellan 1966 till 1994, ingår sedan 1994 i mediekoncernen Viacom och från 2019 i Paramount Global.

## Bakgrund

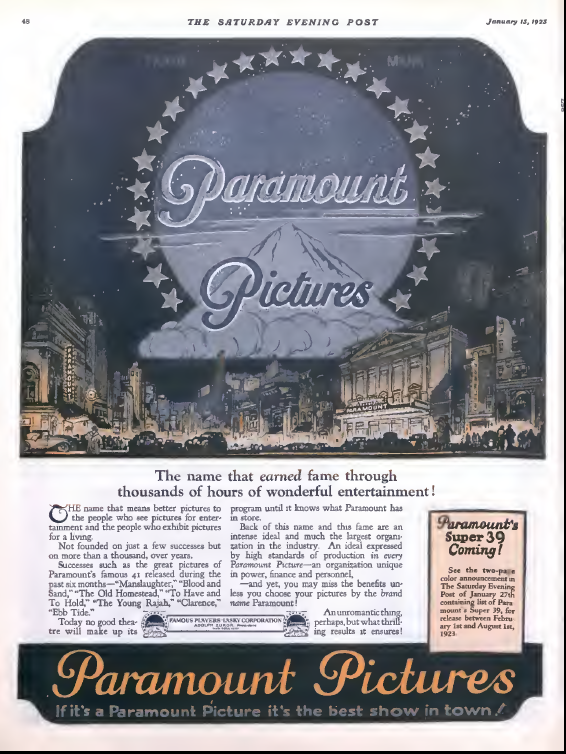
Annonsering från 1923.

Företaget grundades som Famous Players Film Company den 8 maj 1912 av Adolph Zukor och den första filmen han visade på sin biograf var den franska stumfilmen Drottning Elisabeth med Sarah Bernhardt i titelrollen som var den första långfilmen som visades i USA. 1916 bildades Paramount efter sammanslagningar mellan Famous Players Film Company och The Jesse L. Lasky Company som producerade filmer i Kalifornien. Logotypen har sedan dess haft samma grundutformning.
Paramount Pictures var bolaget som kallades för ”regissörsbolaget” eftersom det hade så många regissörer. Det var även det bolag som hade flest egna biografer, det var världens största biografkedja. Deras filmer var kända för att vara sofistikerade och fina i kanten. Många komedier med Ernst Lubitsch som regissör producerades.
I Paramount Pictures ingår Paramount Vantage, den speciella filmdivision som huvudsakligen producerar så kallade konstfilmer (eng. ”art film”). 

## Katalog i urval

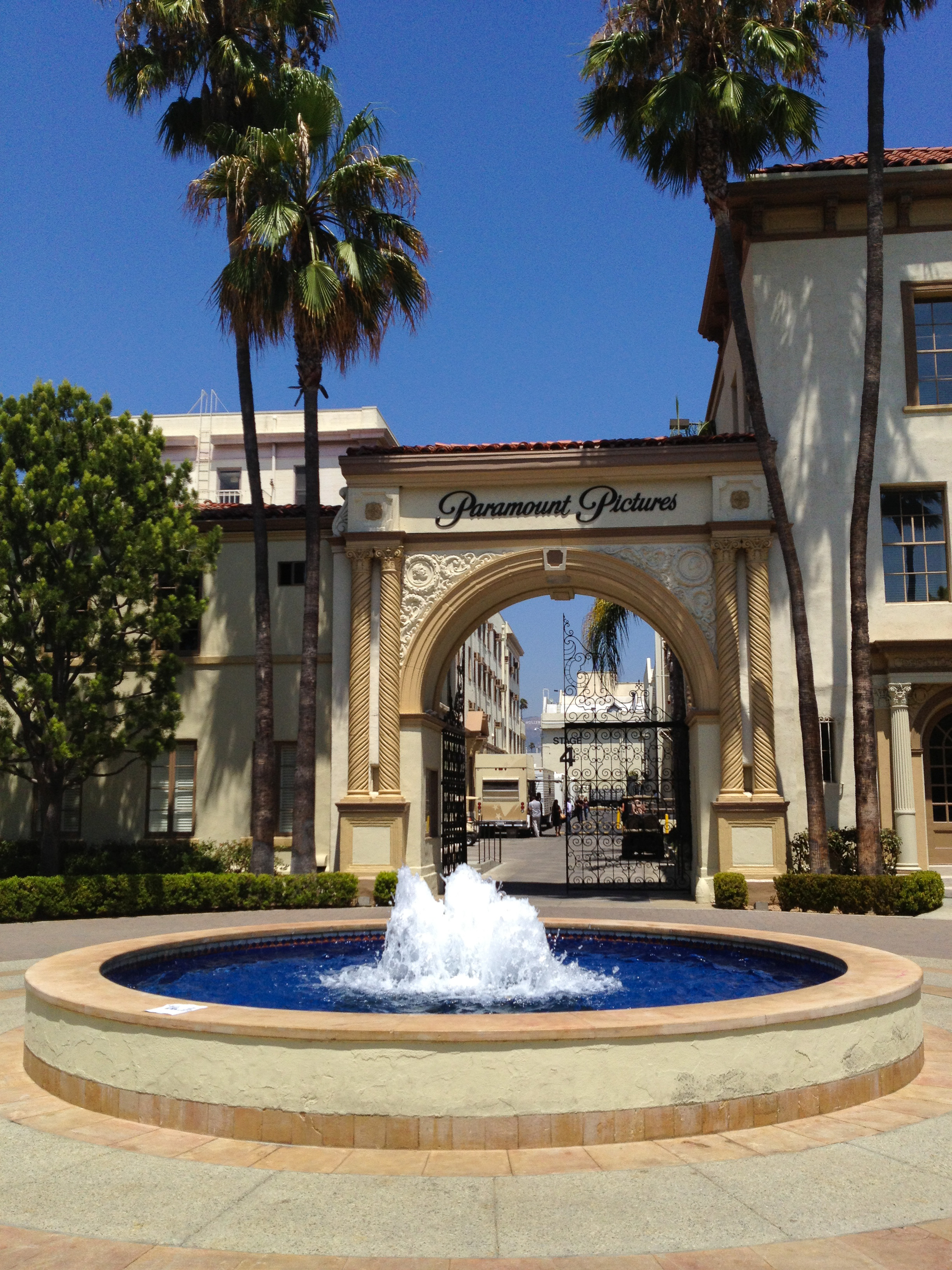
Grind in till Paramounts ateljéer i Hollywood.

| Flygfoto över ateljéerna vid 5555 Melrose Avenue (34°5′7″N 118°19′8″V / 34.08528°N 118.31889°V / 34.08528; -118.31889) samt bild inifrån där Hollywoodskylten syns i bakgrunden. |  | Flygfoto över ateljéerna vid 5555 Melrose Avenue (34°5′7″N 118°19′8″V / 34.08528°N 118.31889°V / 34.08528; -118.31889) samt bild inifrån där Hollywoodskylten syns i bakgrunden. |
| Flygfoto över ateljéerna vid 5555 Melrose Avenue (34°5′7″N 118°19′8″V / 34.08528°N 118.31889°V) samt bild inifrån där Hollywoodskylten syns i bakgrunden.                        |  | |

### Filmer
- Vingarna (1927)
- Prinsgemålen (1930)
- Dr. Jekyll och Mr. Hyde (1931)
- Leende löjtnanten (1931)
- Shanghaiexpressen (1932)
- Fyra fula fiskar (1933)
- Natten är så kort... (1941)
- Klockan klämtar för dig (1943)
- Kvinna utan samvete (1944)
- Vandra min väg (1944)
- Förspillda dagar (1945)
- Arvtagerskan (1949)
- Sunset Boulevard (1950)
- Prinsessa på vift (1953)
- Fönstret åt gården (1954)
- Sabrina (1954)
- White Christmas (1954)
- De tio budorden (1956)
- Studie i brott (1958)
- Psycho (1960)
- Frukost på Tiffany's (1961)
- Mannen som sköt Liberty Valance (1962)
- Fallet Alfie (1966)
- El Dorado (1967)
- Barbarella (1968)
- Rosemarys baby (1968)
- Den vilda biljakten (1969)
- Love Story (1970)
- Gudfadern (1972)
- Chinatown (1974)
- Gudfadern del II (1974)
- Saturday Night Fever (1977)
- Grease (1978)
- Star Trek (1979)
- Fredagen den 13:e (1980)
- Jakten på den försvunna skatten (1981)
- En officer och gentleman (1982)
- Star Trek II – Khans vrede (1982)
- Flashdance (1983)
- Ömhetsbevis (1983)
- Footloose (1984)
- Snuten i Hollywood (1984)
- Star Trek III (1984)
- Crocodile Dundee – en storviltjägare i New York (1986)
- Star Trek IV – Resan hem (1986)
- Top Gun (1986)
- De omutbara (1987)
- Snuten i Hollywood II (1987)
- Crocodile Dundee II (1988)
- Den nakna pistolen (1988)
- En prins i New York (1988)
- Black Rain (1989)
- Jurtjyrkogården (1989)
- Star Trek V - Den yttersta gränsen (1989)
- Days of Thunder (1990)
- Ghost (1990)
- Gudfadern del III (1990)
- Jakten på Röd Oktober (1990)
- Den nakna pistolen 2½: Doften av rädsla (1991)
- Fallet Henry (1991)
- Star Trek VI – The Undiscovered Country (1991)
- Cool World (1992)
- Patrioter (1992)
- Wayne's World (1992)
- Den heliga familjen Addams (1993)
- Ett oanständigt förslag (1993)
- Firman (1993)
- Nakna pistolen 33⅓: Den slutgiltiga förolämpningen (1994)
- Forrest Gump (1994)
- Påtaglig fara (1994)
- Snuten i Hollywood III (1994)
- Star Trek Generations (1994)
- Clueless (1995)
- Congo (1995)
- Sabrina (1995)
- Beavis and Butt-head Do America (1996)
- Mission: Impossible (1996)
- Star Trek: First Contact (1996)
- Helgonet (1997)
- Titanic (1997)
- Ute eller inte (1997)
- Rädda menige Ryan (1998)
- Star Trek: Insurrection (1998)
- Truman Show (1998)
- Double Jeopardy (1999)
- Generalens dotter (1999)
- The Rugrats Movie (1999)
- Mission: Impossible II (2000)
- Rules of Engagement (2000)
- Shaft (2000)
- Crocodile Dundee i Los Angeles (2001)
- Lara Croft: Tomb Raider (2001)
- Vanilla Sky (2001)
- Jackass: The Movie (2002)
- Star Trek: Nemesis (2002)
- The Sum of All Fears (2002)
- Lara Croft Tomb Raider: The Cradle of Life (2003)
- School of Rock (2003)
- The Italian Job (2003)
- Mean Girls (2004)
- Svampbob Fyrkant – Filmen (2004)
- Team America (2004)
- Elizabethtown (2005)
- Världarnas krig (2005)
- Æon Flux (2005)
- Jackass: Number Two (2006)
- Mission: Impossible III (2006)
- World Trade Center (2006)
- Transformers (2007)
- Cloverfield (2008)
- Iron Man (2008)
- G.I. Joe: The Rise of Cobra (2009)
- Star Trek (2009)
- Transformers: De besegrades hämnd (2009)
- Captain America: The First Avenger (2011)
- Mission: Impossible – Ghost Protocol (2011)
- Thor (2011)
- Super 8 (2011)
- Transformers: Dark of the Moon (2011)
- Jack Reacher (2012)
- Star Trek Into Darkness (2013)
- The Wolf of Wall Street (2013)
- World War Z (2013)
- Jack Ryan: Shadow Recruit (2014)
- Teenage Mutant Ninja Turtles (2014)
- Transformers: Age of Extinction (2014)
- Mission: Impossible – Rogue Nation (2015)
- Star Trek Beyond (2016)
- Baywatch (2017)
- Transformers: The Last Knight (2017)
- Bumblebee (2018)
- Mission: Impossible – Fallout (2018)
- Sonic the Hedgehog (2020)
- Top Gun: Maverick (2022)

### TV-serier
- The Lucy Show (1962–1968)
- På farligt uppdrag (1966–1973)

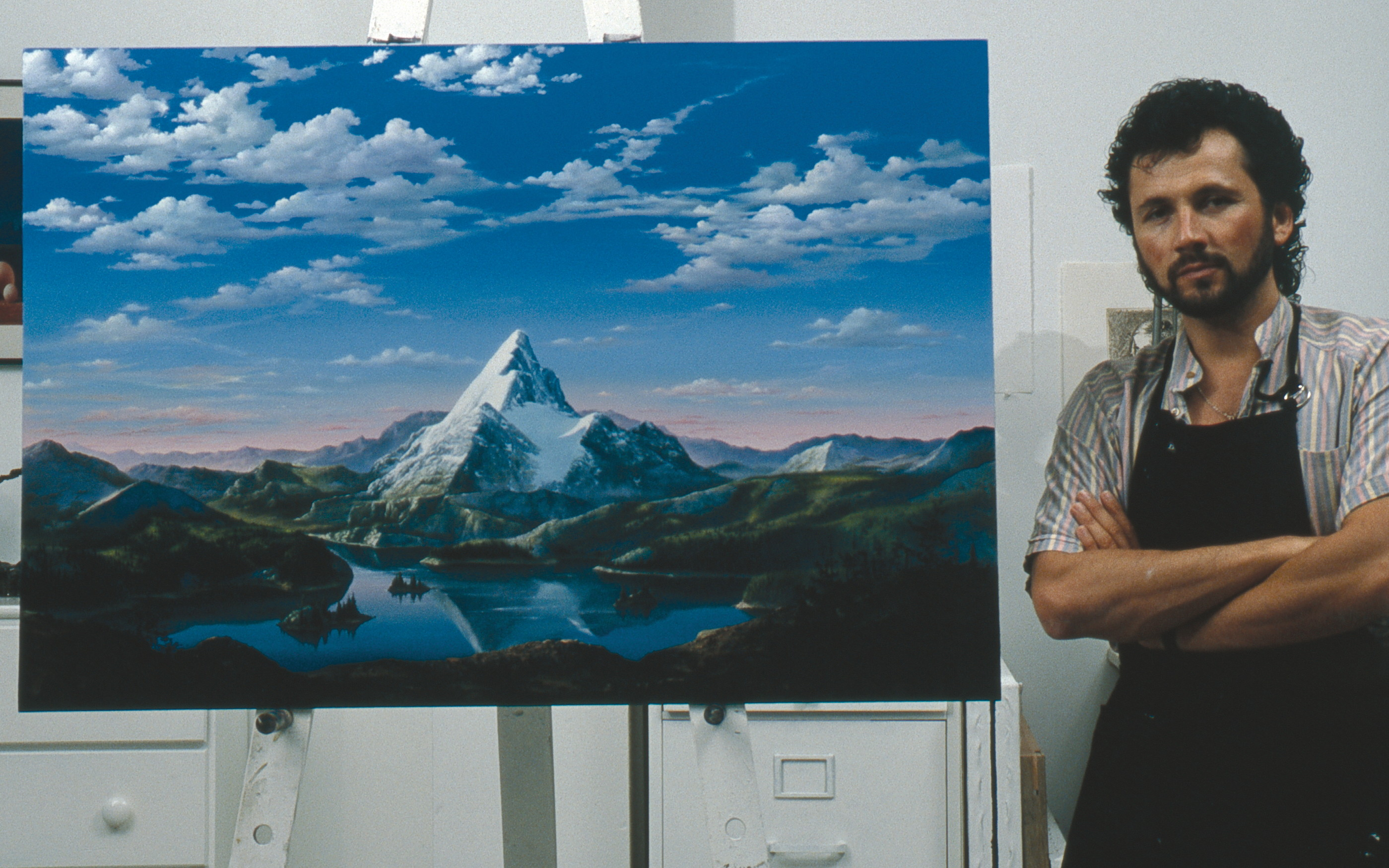
Konstnären Dario Campanile står framför ett konstverk som han skapade för Paramount Studios för deras 75th Anniversary logo-redesign. Tavlan användes som källa för efterföljande logotyp animering. Originalet finns att se på Paramount Studios.

- Star Trek: The Original Series (1966–69)
- The Brady Bunch (1969–1974)
- Laverne & Shirley (1976–1983)
- Mork & Mindy (1978–1982)
- Taxi (1978–1983)
- Fem i familjen (1982–1989)
- Skål (1982–1993)
- MacGyver (1985–1992)
- Star Trek: The Next Generation (1987–1994)
- Indiana Jones äventyr (1992–1996)
- Frasier (1993–2004)
- Star Trek: Deep Space Nine (1993–1999)
- På heder och samvete (1995–2005)
- Star Trek: Voyager (1995–2001)
- Judys domstol (1996–2021)
- Nash Bridges (1996–2001)
- Star Trek: Enterprise (2001–2005)
- Dr. Phil (2002–)
- NCIS (2003–)
- Tretton skäl varför (2017–2020)

## Svensk distribution
Paramounts filmer distribueras i Sverige huvudsakligen genom United International Pictures sedan 1982 och dessförinnan genom dess föregångare Cinema International Corporation. Paramount Pictures är ett medlemsföretag i Svenska Antipiratbyrån.